# Rhombusleiste

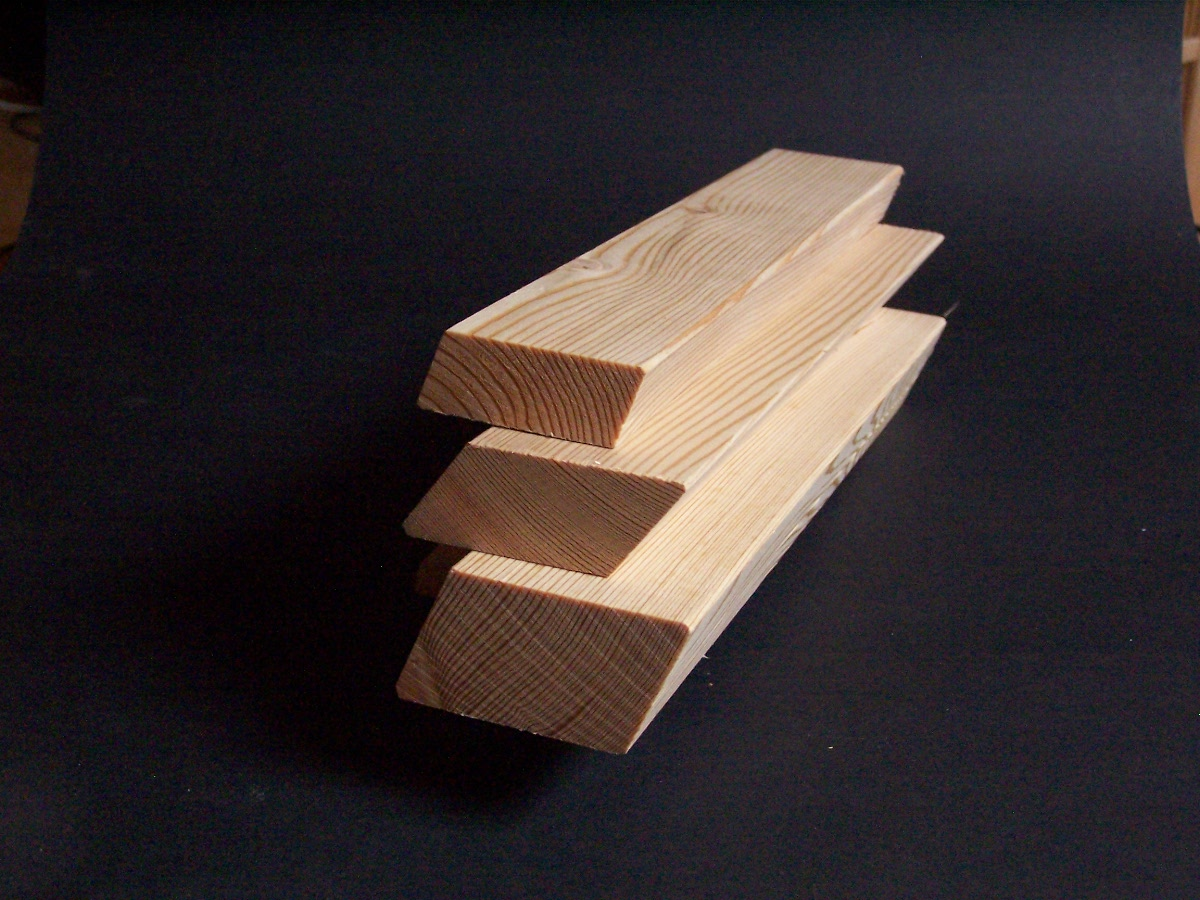
Rhombusleisten aus sibirischer Lärche in drei verschiedenen Ausführungen: Unten: 33 ×
56 mm, 15° Schräge –
Mitte: 26 × 56 mm, 30° Schräge –
Oben: 20 × 56mm, 15° Schräge –
(Stärke × Breite)

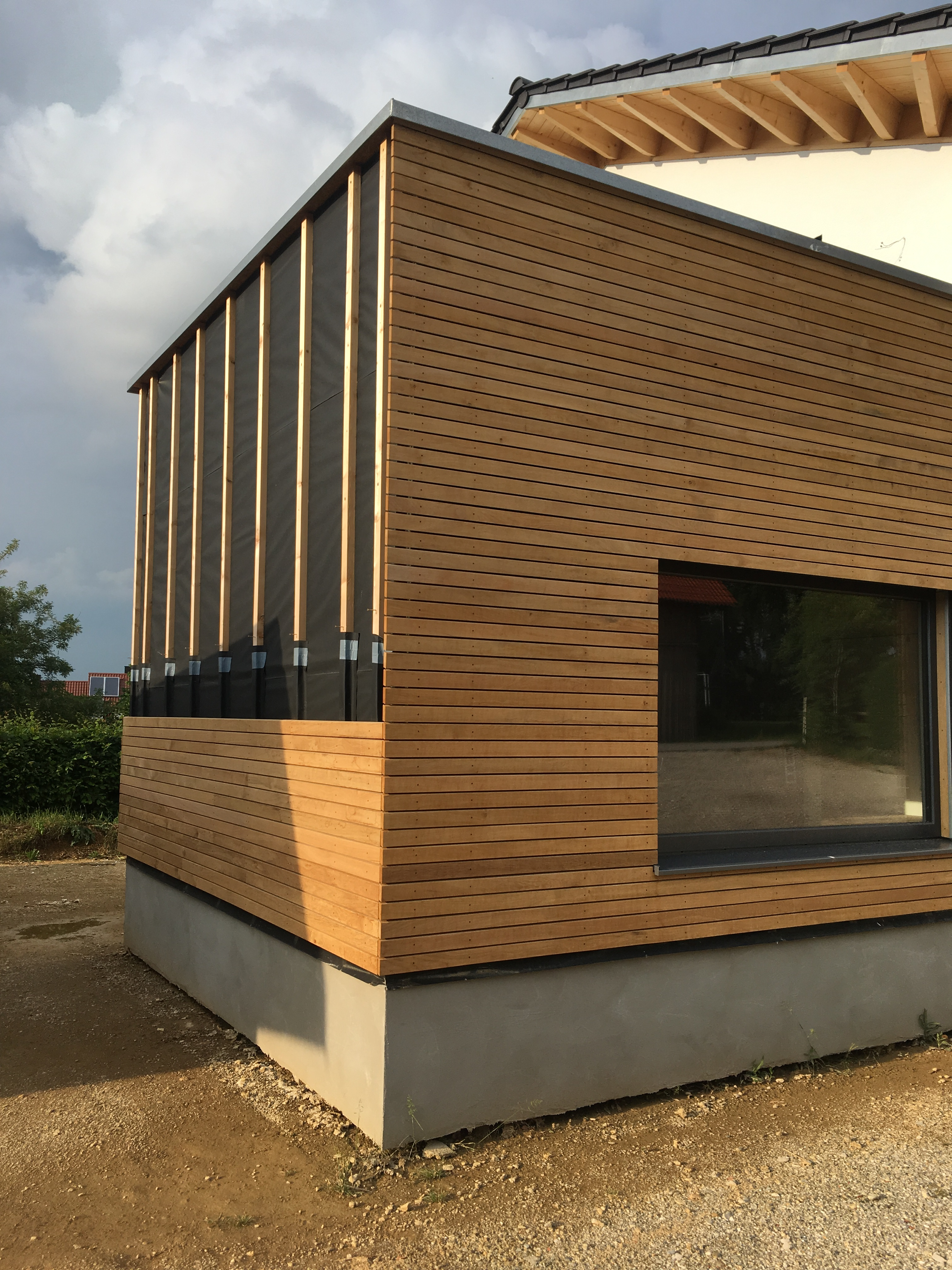
Rauten- oder Rhombenschalung

Eine Rhombusleiste ist eine Holzleiste, die als Querschnitt ein Parallelogramm besitzt. Entgegen der Namensgebung bildet der Querschnitt meist keinen tatsächlichen Rhombus, was ein Parallelogramm mit vier gleich langen Seiten wäre, das auch Raute genannt wird. 
Rhombusleisten werden vorwiegend als Außenverschalung an Gebäuden angebracht. Dabei werden sie so montiert, dass die abgeschrägte Seite nach außen abfällt, um einen guten Wasserabfluss zu gewährleisten (konstruktiver Holzschutz). Die Stärke der Leisten reicht dabei in der Regel von 20 mm bis  50 mm, die Breite von 40 mm bis 140 mm. Die Schräge liegt zwischen 5° und 45°. In der Praxis wird häufig ein Winkel von 15° bis 20° verwendet. Zum Einsatz kommen normalerweise Holzarten, die für den Außenbereich geeignet sind (Resistenzklasse 1 bis 3), um auf eine Beschichtung mit Öl oder Lasur verzichten zu können.
Moderne Fußleisten haben häufig den gleichen Querschnitt und werden meist in einer Stärke von rund 20 mm aus einfachem Nadelholz gefertigt. Sie werden jedoch in der Regel nicht als Rhombusleisten bezeichnet.